# C13H28S
化学式C13H28S（摩尔质量：216.43 g/mol）可能指：
- 十三硫醇，CAS号：19484-26-5
- 甲基十二烷基硫醚，CAS号：3698-89-3

|  | 这个同类索引页列出了具有相同分子式的化学物（即同分異構體）条目。 除非您是有意链接至本页，否则应将相应条目的内部链接指向正确的条目。 |